# Incoronazione di Carlo V

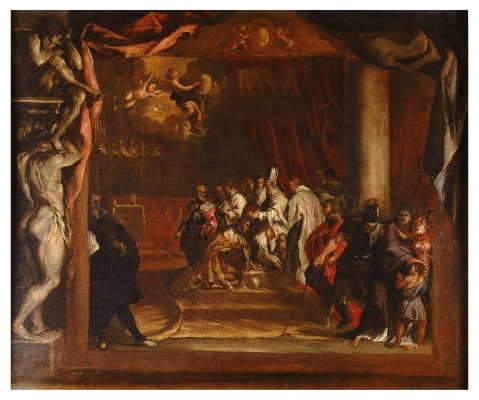
Luigi Scaramuccia detto il Perugino. Incoronazione di Carlo V a Imperatore del Sacro Romano Impero, ante 1661. Bozzetto preparatorio per l'affresco in Sala Farnese di Palazzo d'Accursio in Bologna. Genus Bononiae Collezioni.

L'incoronazione di Carlo V a Imperatore del Sacro Romano Impero avvenne il 24 febbraio del 1530, giorno del suo 30º compleanno, nella Basilica di San Petronio a Bologna per mano di Papa Clemente VII.

## Presupposti dell'incoronazione

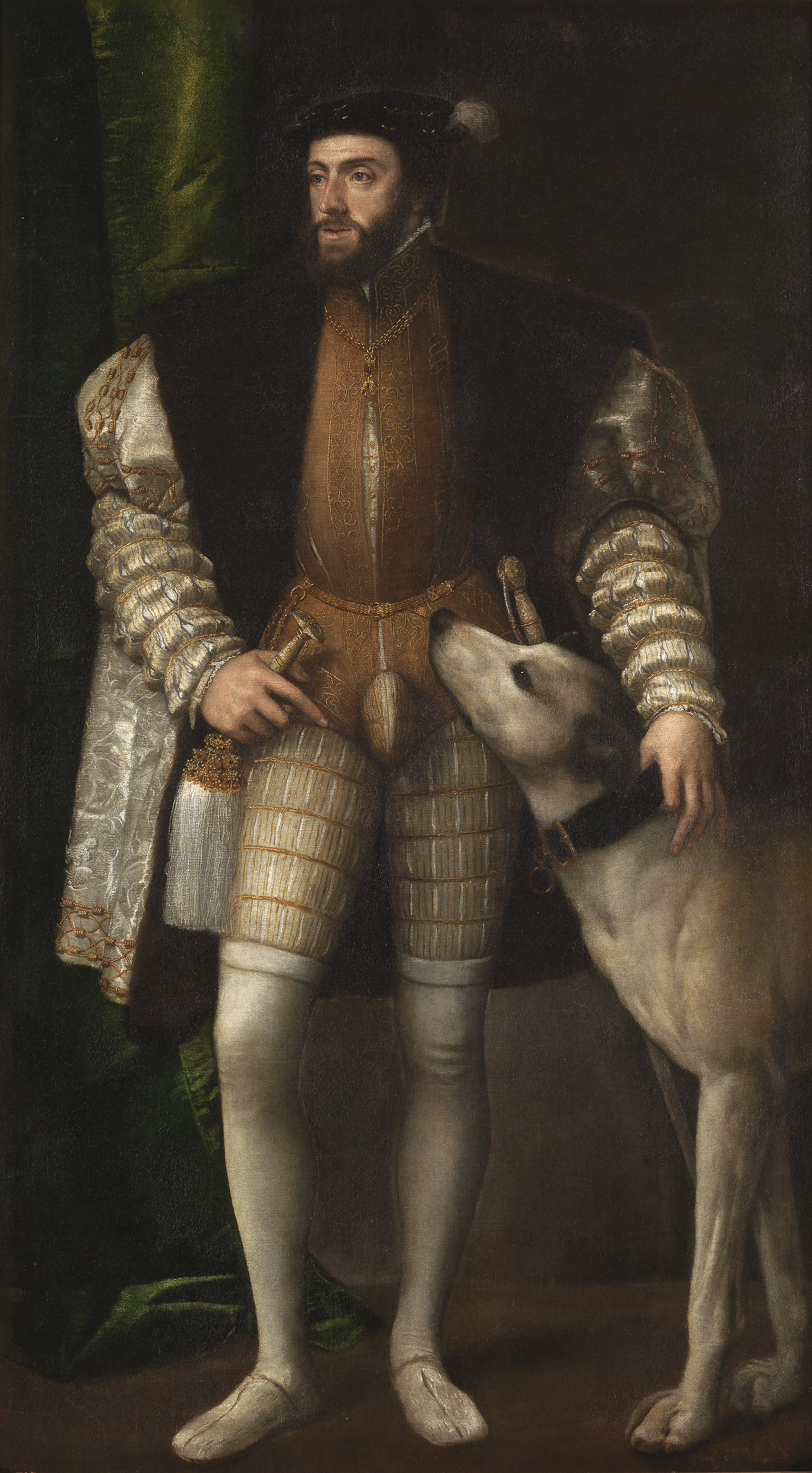
Tiziano Vecellio. Ritratto di Carlo V con il cane. Il dipinto conservato al Prado è stato avviato a Bologna nel 1530, in occasione dell'incoronazione di Carlo V.

L'incoronazione fu concordata da papa Clemente VII e Carlo V per sanare i conflitti politici e religiosi che dividevano il mondo italico ed europeo e raggiungere quella "pace universale" nell'occidente cristiano che avrebbe potuto assicurarne una difesa più efficace contro l'aggressività turca giunta fino alle porte di Vienna. Preparativi per l'incontro tra i due sovrani, già avviati da tempo, incontrarono difficoltà e ritardi nell'incerta volontà del papa di raggiungere quegli obiettivi comuni secondo modalità proposte dalla diplomazia imperiale; essi riguardavano fra l'altro la sede di questo incontro: Clemente avrebbe preferito Roma, mentre Carlo scelse Bologna, dato il risentimento contro di lui da parte dei romani, dovuto al sacco di Roma operato tre anni prima dalle truppe imperiali. Dopo questo momento di estremo conflitto fra Papato e Impero, per l'intensa attività diplomatica seguita nel corso del 1529, si ebbe un riavvicinamento tra le due parti, che fu propizio alla preparazione dell'incontro bolognese.

## Arrivo a Bologna di Clemente VII e Carlo V

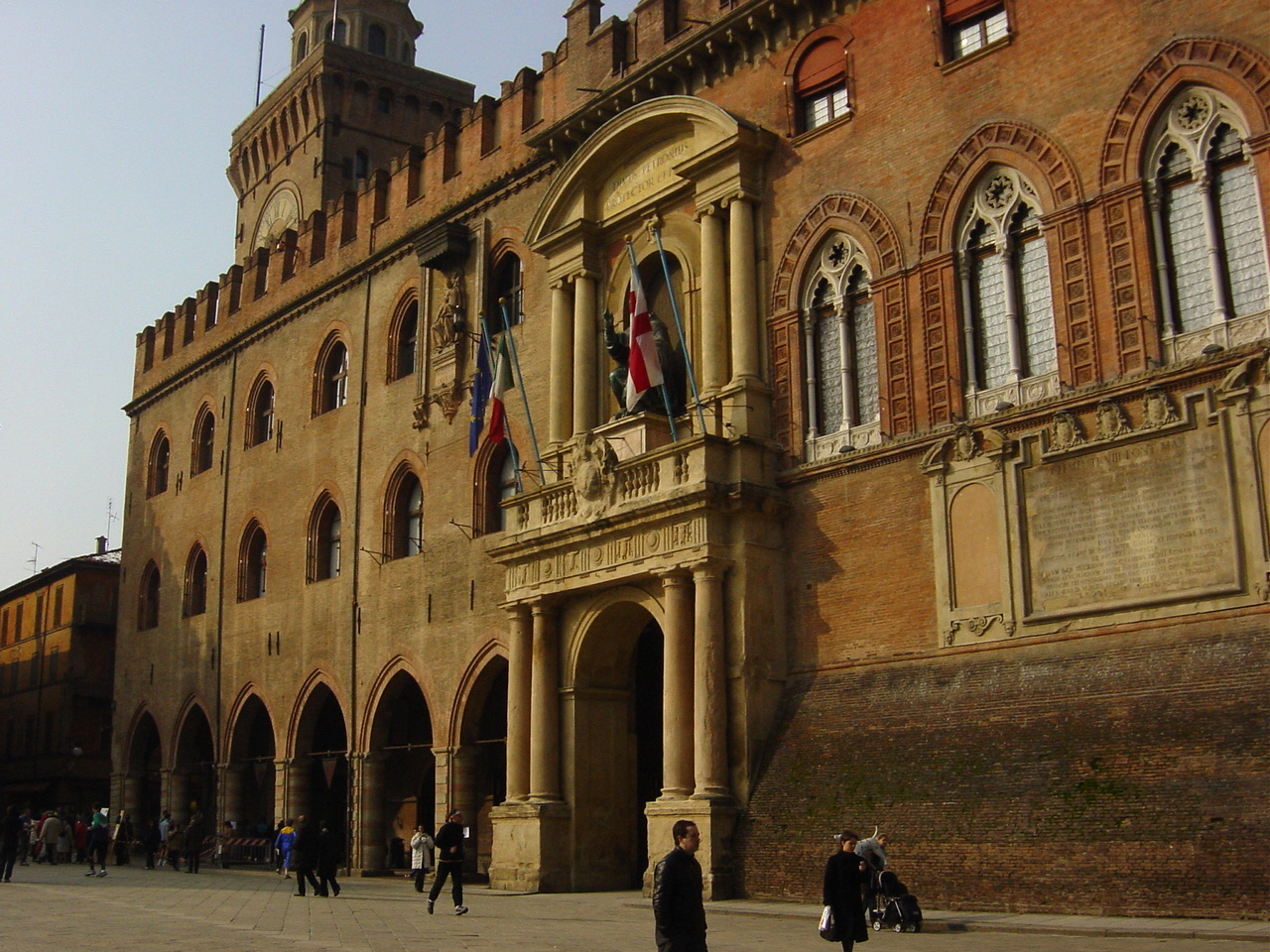
Palazzo d'Accursio a Bologna dove alloggiarono Carlo V e Clemente VII nel 1529-30 in occasione dell'incoronazione.

Nobiltà e popolo si apprestarono negli ultimi mesi del 1529 ad ospitare Papa e Imperatore con il loro nutritissimo seguito: la città divenne così una sorta di teatro del mondo, in cui fu messa alla prova l'abilità dei bolognesi nelle pratiche artigianali ed artistiche. Fu una gara prestigiosa che riscosse giudizi positivi, anche se nessuno aveva previsto che gli ospiti si sarebbero trattenuti così a lungo. Clemente VII giunse a Bologna il 20 ottobre 1529 attraversando le terre dello Stato Pontificio: le fonti ufficiali del tempo scrivono che il Papa fu ricevuto pomposamente, ma non del tutto volentieri per le tasse imposte alla comunità per stipendiare le guerre. Carlo V giunse per mare da Barcellona a Genova e proseguì per Piacenza, Reggio Emilia, Castelfranco Emilia e Borgo Panigale, per giungere in città il 5 novembre successivo: " …arrivando lo imperatore fece scaricare tutta l'artiglieria, e su la piazza giù dallo palazzo dello podestà era un'aquila negra in mezzo di dua leoni, la quale tutto lo giorno buttò vino vermiglio. E i leoni l'uno buttava vino bianco, l'altro acqua. Et era cosa gratissima alli lancinech, li quali lì appresso rostivano un boe integro pieno di diversi animali e selvaticine cum le corne e piedi indorati. E dallo palatio si gittava pane, caseo, e carne…". Furono entrambi ospitati nel Palazzo pubblico, oggi Palazzo d'Accursio, in vani attigui che consentirono ai sovrani e ai loro principali rappresentanti di incontrarsi frequentemente fra una scadenza e l'altra dei cerimoniali. Il 30 gennaio 1530 venne concordata la data dell'incoronazione nel 24 febbraio successivo (genetliaco dell’Imperatore). La scelta del luogo cadde sulla Basilica di San Petronio, l'edificio religioso più grande e capace, legato alla tradizione della città.

## La corona ferrea
Il 22 febbraio, due giorni prima dell'incoronazione imperiale, Carlo V ricevette la Corona ferrea nella Cappella del Legato, oggi Cappella Farnese in Palazzo d'Accursio: "...Sua Maestà si levò dalla sedia, e andò a trovare Nostro Signore e gli baciò il piede; e di poi furono portate d'innanzi a Sua Santità la spada, il mondo, lo scettro e la corona; e sempre sua maestà stava in ginocchio alli piedi di Nostro Signore e Sua Santità lesse certe orazioni: dappoi pigliò la spada nuda, la benedisse, e misela in mano di Sua Maestà che la rimise nel fodero; ed il Nostro Signore con le sue mani glie la cinse, e di poi Sua Maestà si levò in piedi, e la cavò dal fodero, e tre volte la brandì, poi la rimise; e fatto questo, di nuovo Sua Maestà tornò alli piedi del Nostro Signore, e sua santità gli mise la corona di ferro in testa, e poi pigliò lo mondo, e lo scettro, e dielli a Sua Maestà sempre leggendo orazioni […] E finite le cerimonie, Nostro Signore e Sua Maestà si partirono di cappella […] ed andarono per mano un l'altro sino alle loro stanze".

## La corona aurea imperiale

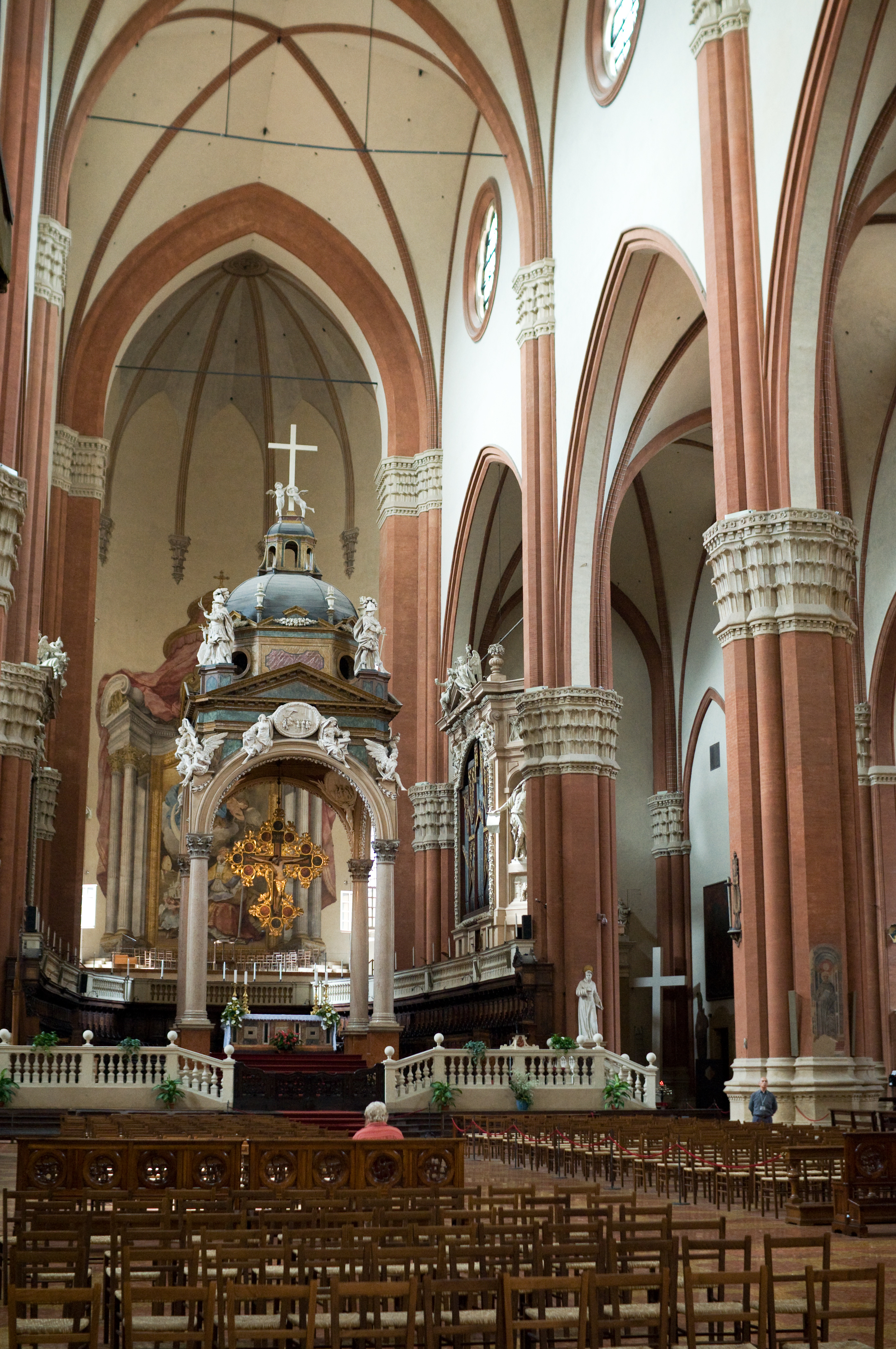
Basilica di San Petronio a Bologna dove Carlo V è stato incoronato imperatore da Clemente VII il 24 febbraio 1530.

In occasione dell'incoronazione del 24 febbraio - giorno del compleanno dell'Imperatore - in San Petronio, per rendere più visibile la processione dei sovrani e dei potenti, venne eretto un pontile che rendeva comunicanti la basilica e le stanze del Palazzo pubblico in cui soggiornavano Carlo V e Clemente VII: "...per la moltitudine della gente che erano venute per vedere questa incoronazione, il Nostro Signore per non avere alcuno impedimento in lo andara dal palazzo in San Petronio, dov'era determinato farsi la incoronatione, e ancora per far lo apparato più superbo, fece fare un ponte di legname, che era di lunghezza passi duecentocinquanta e di larghezza di passi nove, per il quale si posseva andare dal palazzo del papa per insino all'altar maggiore di San Petronio…". Nella chiesa erano state costruite cappelle e tribune a somiglianza di San Pietro in Vaticano, riccamente addobbate; la città per ragioni di sicurezza venne fortificata; Piazza Maggiore e le porte vennero chiuse ad opera di Antonio de Leyva e dei suoi soldati armati a protezione di Carlo V. La messa fu lunga e solenne e 

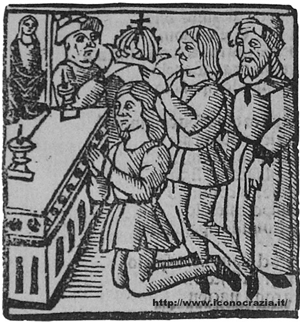
Incoronazione di Carlo V nella Basilica di San Petronio a Bologna in V. Díaz Tanco, Triumpho Imperial maximo sobre la refulgente coronacion segunda del sacro Charolo... Valencia 1530, Madrid, Biblioteca Nacional de España.

l'Imperatore, inginocchiato davanti al Papa, dopo aver pronunciato le formule di rito ricevette la corona aurea, alla presenza dei rappresentanti di tutti gli Stati italiani e di una parte notevole dell'aristocrazia della Penisola: "… il P.P. dette di sua mano all'Imperatore l'insegne dell'imperio, gli diede lo scetro d'oro tutto lavorato in cima col quale religiosamente comandasse alle genti, la spada ignuda con la quale perseguitasse i nemici del nome di Cristo, il pomo d'oro per significare il mondo per che con singular pietà, virtù e costanza quello reggesse; finalmente gli mise in capo l'imperiale corona, e inginocchiato com'era li basciò il piede, e adorò. All'ora avendo l'Imperatore indosso un manto con sopra molte gioie e perle fu menato a sedere a man sinistra poco lungi dal P.P. in sedia coperta di brocato d'oro, ma poco più bassa, e fu chiamato Imperatore Romano. Erano all'hora in piazza Antonio da Leva con molta cavalleria e fanteria armate, le quale sentendo la voce che l'Imperatore era coronato "Viva Carlo V Imperatore Invittissimo", e il Leva fece sparare tutte le bombarde grosse picciole".

## La cavalcata di Clemente VII e Carlo V

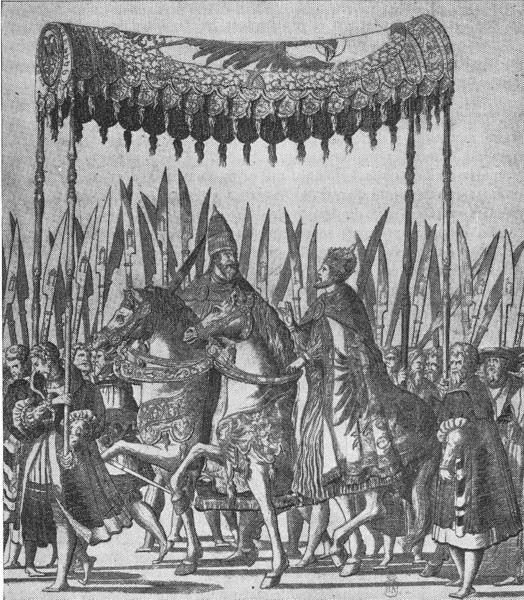
Nicola Hogenberg da Monaco, 1530. Particolare della Cavalcata di Carlo V e Clemente VII dopo l'incoronazione. Acquaforte conservata presso il Palazzo Ducale di Urbania.

Dopo l'incoronazione, da Piazza Maggiore passando per via Orefici, partì una processione per le vie della città che vide i due sovrani cavalcare su un unico baldacchino seguiti da magnati, magistrati e dottori di legge coi rispettivi vessilli, il governatore di Bologna, quattro cappellani del papa, gli ambasciatori di diversi Stati, vari principi, duchi, marchesi e conti, il collegio dei cardinali, vari prelati e soldati germani e spagnoli guidati dal loro capitano generale. Ben presto però la processione si disunì e mentre il Papa e il suo seguito fecero ritorno a Palazzo pubblico, l'Imperatore con un altro baldacchino proseguì con i suoi per un'altra cerimonia, fino alla  Basilica di San Domenico dove "...fo menato a l'altare maggiore e posto sopra il faldistorio. Senza corona fece orazione, e tolta la corona in capo fo fatto canonico, e tutti gli riceve al bascio di la pace". Carlo V, che già lungo il percorso aveva mostrato la sua magnificenza 'seminando denari', nominò conti e cavalieri alcuni gentiluomini bolognesi e poi rientrò a Palazzo pubblico con la sua corte.

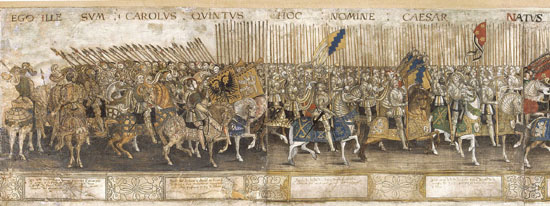
Robert Péril, 1530. Particolare della Cavalcata di Carlo V e Clemente VII dopo l'incoronazione. Silografia. Anversa, Musée Plantin-Moretus